# (3408) Шаламов
(3408) Шаламов (лат. Shalamov) — типичный астероид главного пояса, который был открыт 18 августа 1977 года Николаем Черных в Крымской астрофизической обсерватории и назван в честь Варлама Шаламова, русского прозаика и поэта, создателя цикла литературных циклов о советских лагерях.

Орбита астероида Шаламов и его положение в Солнечной системе